# Episodi di ReGenesis (prima stagione)
La prima stagione della serie televisiva ReGenesis è stata trasmessa in prima visione negli Stati Uniti d'America da The Movie Network dal 24 ottobre 2004 al 23 gennaio 2005.
In Italia, la stagione è stata trasmessa in prima assoluta dal canale satellitare Jimmy dal 25 ottobre 2005, mentre in chiaro è andata in onda su Iris nel 2010.
| nº | Titolo originale  | Titolo italiano       | Prima TV USA     | Prima TV Italia |
| -- | ----------------- | --------------------- | ---------------- | --------------- |
| 1  | Baby bomb         | Contagio              | 24 ottobre 2004  | 25 ottobre 2005 |
| 2  | Spare parts       | Paziente zero         | 24 ottobre 2004  |                 |
| 3  | The face of God   | Tra realtà e fantasia | 31 ottobre 2004  |                 |
| 4  | Prions            | Prioni                | 7 novembre 2004  |                 |
| 5  | The oldest virus  | Un virus antico       | 14 novembre 2004 |                 |
| 6  | The trials        | Esperimenti           | 21 novembre 2004 |                 |
| 7  | Faint hope        | Debole speranza       | 28 novembre 2004 |                 |
| 8  | Blackout          | Blackout              | 12 dicembre 2004 |                 |
| 9  | The secret war    | La guerra segreta     | 19 dicembre 2004 |                 |
| 10 | The source        | La fonte              | 2 gennaio 2005   |                 |
| 11 | The promise       | La promessa           | 9 gennaio 2005   |                 |
| 12 | Resurrection      | Resurrezione          | 16 gennaio 2005  |                 |
| 13 | The longest night | La notte più lunga    | 23 gennaio 2005  |                 |

## Contagio
- Titolo originale: Baby bomb
- Diretto da: John L'Ecuyer
- Scritto da: Christina Jennings, Avrum Jacobson, Jason Sherman